# Nikita Sałogor
Nikita Leontjewicz Sałogor (ros. Никита Леонтьевич Салогор, ur. 15 sierpnia 1901 w Kostiantyniwce w obwodzie chersońskim, zm. 24 czerwca 1982 w Kiszyniowie) – radziecki polityk, przewodniczący Rady Najwyższej Mołdawskiej SRR w latach 1941-1947, I sekretarz KC Komunistycznej Partii (bolszewików) Mołdawii w latach 1942-1946.
Od 1931 członek WKP(b). Ukończył Moskiewski Instytut Gospodarki Ludowej im. Plechanowa (obecnie w 2019 r. Rosyjski Uniwersytet Ekonomiczny im. Plechanowa), w latach 1941-1942 był II sekretarzem, a od 7 września 1942 do 18 lipca 1946 I sekretarzem KC Komunistycznej Partii (bolszewików) Mołdawii. Od 8 lutego 1941 do 13 maja 1947 był przewodniczącym Rady Najwyższej Mołdawskiej SRR. Zasiadał jako deputowany w Radzie Najwyższej ZSRR 1. i 2. kadencji.